# Jason Leonard
Jason Leonard OBE (Londres, 14 de agosto de 1968) é um ex-jogador inglês de rugby union que atuava na posição de pilar.
Leonard jogou quatro Copas do Mundo, sendo o recordista de jogos no torneio, onde totalizou 22 partidas. Integrou o primeiro time da Inglaterra a ter vencido a competição, na edição de 2003 - no que representou um troco dos ingleses: a final foi contra a anfitriã Austrália, que os derrotara na decisão de 1991 (justamente, a primeira Copa de Leonard), quando os britânicos é que eram a sede.
Foi eleito um dos dezesseis melhores jogadores que passaram pelo Barbarians, clube que consiste virtualmente em uma "seleção do mundo", utilizado somente para amistosos, frequentemente com fortes seleções nacionais.